# André Sevin
 (août 2023).
Pour les articles homonymes, voir Sevin.
André Sevin, né le 12 octobre 1896 au Mans et mort le 21 octobre 1967 est un prêtre catholique français.

## Biographie
André Sevin grandit dans un milieu catholique très fervent et fréquente des écoles laïques et catholiques du Mans.
La famille Sevin compte parmi les familles subsistantes de la noblesse française issues de la province du Maine.

## Officier durant la Première Guerre mondiale
Son incorporation à l'armée française pour participer à la première guerre mondiale arrive le 8 avril 1915. Il est détaché une première fois au Centre d’instruction parisien de Saint‑Cyr, du 16 septembre 1915 au 21 février 1916, puis une seconde fois du 20 septembre 1916 au 10 février 1917. En avril 1916, André Sevin est volontaire pour combattre à Verdun. André Sevin y connaît sa première blessure le 21 mai 1916.
« Je l’avais désiré, ce moment où je participerai enfin à la construction de l’Histoire, où je cesserais de vivoter dans la banalité d’une "période" pour entrer et vivre intensément, dangereusement, dans une "époque" », écrivait-il à propos de cette première expérience de la guerre dans son livre "Si c'était à refaire."
Au mois de janvier 1918, l’aspirant Sevin est nommé sous-lieutenant au titre de l’active. Le capitaine ayant été tué, son statut l’amène alors à diriger deux cents hommes, plus âgés que lui et souvent pères de famille. Il est cité à l'ordre de l'Armée le 20 juin 1918 ("Officier extrêmement brave") et est fait chevalier de la Légion d'honneur à 22 ans.

## Parcours intellectuel
Il reçoit les félicitations d'Edmond Rostand pour un de ses poèmes en 1918[réf. nécessaire] et est surnommé le "joyeux immolé" par Emile Baumann[réf. nécessaire]. 
" Nous avions – pauvres fous ! – tout un espoir musardé
Dans les vers du poète et bu l’ivresse douce
Des mots charmeurs, à l’heure bleue où sur la mousse
glisse un rêve sans fin dans la nuit attardée... "

Poème adressé par André Sevin à Edmond Rostand
André Sevin obtient une licence de philosophie à la Sorbonne, puis une licence en théologie en 1922. Il est ordonné prêtre en 1922. Il devient professeur de philosophie en 1926.
En 1930, il publie Réflexions sur le scoutisme afin de théoriser le scoutisme d'institution et échange avec Jacques Sevin, fondateur du scoutisme français[réf. nécessaire].
20 juin 1936, André Sevin est proclamé docteur ès-lettres pour sa thèse Raymond de Seze, le défenseur du Roi. La thèse de doctorat en 1936 récolte pourtant uniquement une mention "honorable", en raison d’une divergence idéologique entre le candidat et le jury. André ne cache en effet pas ses sympathies royalistes et ses amitiés nobiliaires. Georges de Sèze[Qui ?] est l'un de ses amis[réf. nécessaire].
L’Académie française couronne immédiatement André Sevin[pourquoi ?]. Le Duc de La Force[Lequel ?] publie un article élogieux à son sujet dans le Journal des Débats du 31 octobre 1936[source insuffisante]. En 1937, André Sevin appartient aux douze auteurs qui reçoivent le Prix Berger de l'Académie française. Élu à l’Académie en 1937, Georges Grente demande à André de l'accompagner sous la coupole[réf. nécessaire].
Gabriel Lepointe s'emparera des travaux d'André Sevin pour en faire le sujet des examens de l’agrégation de la faculté de Droit de Paris[réf. nécessaire].
Gaulliste, il refusera la collaboration et deviendra un opposant à Vichy, ce qui lui coûtera son poste au sein d'un collège catholique[réf. nécessaire].

## Prélat auprès de Sa Sainteté
En 1953, André Sevin reçoit du Vatican la Prélature de la Maison de Sa Sainteté et le titre de Monseigneur pour « ses dons intellectuels mis au service des âmes avec une totale générosité. » Il prendra ensuite la tête de l'Académie du Maine à la mort de l'académicien Georges Grente.
Toutefois, son parcours lui vaudra de nombreuses critiques. Guy des Cars par exemple le surnommera le « Mazarin de plate-forme d’autobus. »[réf. nécessaire]. 
André Sevin recevra la croix d’officier de la Légion d’honneur.
Il meurt des suites d'une opération chirurgicale le 21 octobre 1967[Où ?].

## Distinctions
- Officier de la Légion d'honneur (26 avril 1965)[6]
- Croix de guerre 1914-1918

## Publications
- Sur les routes d'Argonne et d'Alsace, éd. Librairie Gabriel Ernault, 1929
- De l'Alsace au maquis corse, éd. Ernault, 1932
- L'Enfant qui était Capitaine, éd. Ernault, 1936
- Défense de Louis prononcée à la barre de la Convention nationale le mercredi 26 décembre 1792, l'an premier de la république, par le citoyen Deseze, l'un de ses défenseurs officieux. Dissertation, éd. Bordeaux, 1936
- Un Officier de France - Aurélien De Seze, éd. Lanore, Paris, 1936
- Le défenseur du roi - Raymond de Seze (1748-1828), éd. Enault - Delmas, 1936
  - Prix Jean-Jacques-Berger 1937 de l'Institut de France
- Lassitude de midi, éd. Enault, Paris, 1951
- Les écrivains que j'ai connus, éd. Enault, Paris, 1957
- Un prêtre s'interroge - Si c'était à refaire (1896-1967), éd. Lethielleux, Paris, 1968

## Postérité
Une association culturelle créée par des descendants d'André Sevin lui rend hommage.